# 巨翹嘴脂鯉
巨翹嘴脂鯉（Pyrrhulina maxima），為輻鰭魚綱脂鯉目脂鯉亞目鱂脂鯉科的其一種，為熱帶淡水魚，分布於南美洲亞馬遜河上游流域，體長可達8公分，棲息中底層水域，屬肉食性，生活習性不明。